# Stéphane Caillard
Stéphane Caillard (* 1. Oktober 1988 in Marseille) ist eine französische Schauspielerin.

## Leben
Im Jahr 1999 stand Stéphane Caillard für einen Fernsehfilm das erste Mal vor der Kamera. Es folgten weitere Rollen in zahlreichen Filmen und Serien im französischen Fernsehen. 2004 spielte sie an der Seite von Richard Bohringer in der TV-Serie Doctor Dassin. Zur gleichen Zeit nahm sie Schauspielunterricht an der INSAS in Brüssel und am Asnières Studio Theatre in Asnières-sur-Seine. 2013 und 2014 erhielt sie ihr erstes Theater-Engagement.
International bekannt wurde sie in der Hauptrolle der Julia Taro in der Netflix-Serie Marseille mit Gérard Depardieu.

## Filmografie (Auswahl)

### Spielfilme
- 1999: Lernen zu Leben (La Maison d'Alexina)
- 2000: Unter Haien in Paris (Rue Oberkampf)
- 2001: Grosse bêtise
- 2004: L'été de Chloé
- 2006: C'est beau une ville la nuit
- 2011: Mystère au Moulin Rouge
- 2011: Rabat
- 2011: A Gang Story – Eine Frage der Ehre (Les Lyonnais)
- 2015: Neun Tage im Winter (8 jours en hiver)
- 2015: Premiers crus
- 2016: Bastille Day
- 2016: Juillet août
- 2017: Das ist unser Land! (Chez nous)
- 2019: Furie
- 2020: Los Europeos
- 2023: Flo
- 2025: Ad Vitam

### Serien
- 2004–2005: Docteur Dassin, généraliste (3 Folgen)
- 2007: Commissaire Valence – Permis de tuer
- 2009: Serie in Schwarz – Envoyez la fracture
- 2012: Agatha Christie: Mörderische Spiele (Les Petits Meurtres d'Agatha Christie, 1 Folge)
- 2013: R.I.S. Police scientifique – À bout de course
- 2013: Cherif – Diagnostic meurtre
- 2013–2014: Borgia (3 Folgen)
- 2014: Meurtres à... – Meurtres au Pays basque
- 2015–2017: La vie devant elles (12 Folgen)
- 2016–2018: Marseille (14 Folgen)
- 2018: Genius (5 Folgen)
- 2018–2021: Maroni – Die Geister des Flusses (Maroni, 10 Folgen)
- 2019–2021: Krieg der Welten (War of the Worlds, 13 Folgen)

### Kurzfilme
- 2014: Le sommeil des Amazones
- 2015: Star Dust
- 2018: Lucienne mange une auto
- 2022: Lucienne dans un monde sans solitude